# More (lệnh)
Trong tin học, more là một lệnh dùng để xem nội dung (không sửa đổi) một tập tin văn bản trên giao diện dòng lệnh theo trang.
Lệnh có trên Unix và các hệ điều hành giống Unix, DOS, OS/2, và Microsoft Windows.

## Lịch sử
more đầu tiên được viết năm 1978 bởi một sinh viên tốt nghiệp trường University of California, Berkeley tên là Daniel Halbert. Sau đó được gộp vào bản BSD 3.0 và từ đó trở thành một chương trình chuẩn trong các hệ thống Unix. Chương trình less với tính năng của more cộng thêm cho phép di chuyển tới lui sau đó được viết trong khoảng 1983-85 bởi Mark Nudelman và bây giờ cũng đã xuất hiện trong hầu hết các hệ thống Unix hay giống Unix.

## Usage

### Unix
Cú pháp:
more [options] [file_name]
Nếu không có tập tin nào được chỉ định, more tìm đầu vào từ stdin.

#### Tùy chọn
Các tùy chọn được nhập vào trước tên tập tin, cũng có thể được đưa vào biến môi trường $MORE trước đó. Các tùy chọn được nhập trong một câu lệnh cụ thể sẽ ghi đè các giá trị có trong biến $MORE. Trong các hệ thống Unix khác nhau, các tùy chọn cho phép cũng có thể khác nhau, dưới đây là một tập tùy chọn điển hình:
- -num: Chỉ định kích thước màn hình (số dòng).
- -d: more sẽ hiện lên thông báo "[Press space to continue, 'q' to quit.]" và hiển thị "[Press 'h' for instructions.]" thay vì tiếng chuông reo khi nhấn sai ký tự.
- -l: more luôn luôn xử lý ^L (ký tự nạp giấy) như là ký tự đặc biệt, và dừng lại sau dòng có ký tự này.
- -f: Khiến more đếm một cách logic, thay vì tính theo dòng hiển thị (ví dụ dòng dài không được bẻ dòng).
- -p: Không cuộn, thay vào đó xóa màn hình và hiển thị trang kế.
- -c: Không cuộn. Instead, paint each screen from the top, clearing the remainder of each line as it is displayed.
- -s: Squeeze multiple blank lines into one.
- -u: Suppress underlining.
- +/: The +/ option specifies a string that will be searched for before each file is displayed. (Ex.: more +/Preamble gpl.txt)
- +num: Start at line number num.

### Microsoft Windows
Cú pháp lệnh là:
command | more [/c] [/p] [/s] [/tn] [+n]
more /c [/p] [/s] [/tn] +n < [Drive:] [Path] FileName
more [/c] [/p] [/s] [/tn] [+n] [files]

#### Ví dụ
Để hiển thị tập tin letter.txt lên màn hình, người dùng có thể nhập một trong hai lệnh sau:
more < letter.txt type letter.txt | more
Lệnh xuất ra màn hình trang đầu tiên từ letter.txt và đưa ra thông báo nhắc:
-- More—Khi phím khoảng trắng được nhấn, trang thông tin tiếp theo sẽ được hiển thị.
Ta cũng có thể xóa màn hình và bỏ qua các dòng trống trước khi hiển thị tập tin:
more /c /s < letter.txt
type letter.txt | more /c /s

### OS/2
Cú pháp lệnh:
MORE < [drive:][path]filename
command | more
- drive:\path\filename – chỉ định tập tin phải hiển thị lên màn hình.
- command | – kết quả của lệnh sẽ được hiển thị từng trang bằng more.

#### Ví dụ
Trả về nội dung của thư mục OS2 bằng lệnh dir và hiển thị từng lên cửa sổ bằng lệnh more:
```
[C:\]dir C:\OS2 | more

```